# Universidad del Tíbet
La Universidad del Tíbet (en tibetano: བོད་ལྗོངས་སློབ་གྲྭ་ཆེན་མོ་; en chino: 西藏大學) es la universidad más grande en el Tíbet, una región autónoma de China. Cuenta con dos campus: uno en Lhasa y uno en Nyingchi.
El origen de la Universidad del Tíbet fueron las clases informales establecidas por cuadros tibetanos en 1951. En mayo de 1983, el Consejo de Estado de la República Popular China aprobó oficialmente establecer la Universidad del Tíbet sobre la base de la universidad de profesores existentes en Lhasa. La Universidad del Tíbet se constituyó formalmente el 20 de julio de 1985. Desde 1999, la escuela de arte de la Región Autónoma del Tíbet, el Colegio Médico de Tíbet, el Departamento Médico del Instituto de Tíbet de las Nacionalidades y la Escuela de Finanzas de la Región Autónoma del Tíbet se han incorporado a la Universidad del Tíbet, dándole un perfil más redondeado en materias académicas. En diciembre de 2008, se incluyó en un Proyecto nacional de las universidades más importantes.
Al menos 7.500 estudiantes están matriculados en la universidad, y casi el 20 % están en el Departamento de Estudios Tibetanos, que es una atracción para los estudiantes internacionales, así como para los locales. 